# Tableau d'amortissement
Un tableau d'amortissement est un tableau financier utilisé dans le domaine de la comptabilité.
Le tableau d'amortissement d'un crédit est un document obligatoire remis par un établissement de crédit à un emprunteur, lui indiquant le montant dû par celui-ci à chaque échéance du crédit. Ce tableau indique pour chaque échéance la répartition entre le capital et les intérêts et le capital restant dû après chaque échéance.